# Contea di Crenshaw
La contea di Crenshaw, in inglese Crenshaw County, è una contea dello Stato dell'Alabama, negli Stati Uniti. La popolazione al censimento del 2010 era di 13.906 abitanti. Il capoluogo di contea è Luverne.

## Geografia fisica
La contea si trova nella parte meridionale dell'Alabama. Lo United States Census Bureau certifica che l'estensione della contea è di 1.582 km², di cui 1.579 km² composti da terra e i rimanenti 3 km² costituiti da acque interne.
Il fiume Conecuh scorre lungo la parte meridionale della contea, e uno dei suoi più grandi affluenti, il Patsaliga Creek, attraversa la parte nord-occidentale.

### Contee confinanti[3]
- Contea di Montgomery - nord
- Contea di Pike - est
- Contea di Coffee - sud-est
- Contea di Covington - sud
- Contea di Butler - ovest
- Contea di Lowndes - nord-ovest

## Storia
La Contea di Crenshaw fu costituita il 24 novembre 1866, includendo parti delle contee di Butler, Coffee, Covington, Pike e Lowndes. Il nome le è stato dato in onore del giudice Anderson Crenshaw.

## Economia
I primi coloni erano dediti alla lavorazione del legname nei boschi di pino. Nel 1886, vennero iniziati i lavori per costruire una linea ferroviaria per collegare la contea con la confinante contea di Montgomery, consentendo una prima crescita economica.

### Strutture che impiegano più persone
Secondo l'ultimo aggiornamento (2016) le strutture che impiegano più persone sono:
| Struttura                                | Impiegati |
| ---------------------------------------- | --------- |
| SMART ALABAMA LLC                        | 618       |
| Crenshaw County Schools                  | 282       |
| Sister Schubert Homemade Rolls, Inc.     | 235       |
| Dongwon Autopart Technology Alabama LLC  | 230       |
| Crenshaw Community Hospital              | 168       |
| Southern Field Maintenance & Fabrication | 150       |
| Luverne Health & Rehabilitation Inc.     | 141       |
| Pepsi of Luverne                         | 81        |
| Chowel Weldparts, Inc.                   | 65        |
| Petrey Wholesale, Inc.                   | 51        |

## Infrastrutture e trasporti

### Principali strade ed autostrade
Le principali vie di trasporto che attraversano la contea sono:
- U.S. Highway 29
- U.S. Highway 331
- State Route 10
- State Route 97

## Società

### Evoluzione demografica
Abitanti censiti (migliaia)

Grafico delle fasce di età in base al censimento del 2000

Secondo il censimento del 2010 la composizione etnica della città è 72.6% bianchi, 23.4% neri, 0.4% nativi americani, 1.4% asiatici, 0.7% di altre razze, e 1.5% di due o più etnie. L'1.5% della popolazione è ispanica.

## Comuni[10]
- Brantley - town
- Dozier - town
- Glenwood - town
- Luverne (capoluogo) - city
- Petrey - town
- Rutledge - town